# Svansteins kyrka
Svansteins kyrka är en kyrkobyggnad i Svanstein i Luleå stift. Den är församlingskyrka i Övertorneå församling. Svanstein var ursprungligen namnet på ett bruk och skapades genom att slå ihop brukspatronens efternamn (Abraham Steinholtz) med hustruns (Sara Svanberg). Till följd av freden i Fredrikshamn 1809, då församlingarna i Tornedalen delades, uppfördes en kyrka i Turtola på östra sidan om Torne älv. Syftet var att förebygga att befolkningen på svenska sidan sökte sig till kyrkan på det numera finska (ryska) området vid Turtola. För ändamålet anslog riksdagen 5 000 kronor till uppförande av ett kapell i den svenska Turtolabyn, som sedermera kom att kallas Svanstein.

## Kyrkobyggnaden

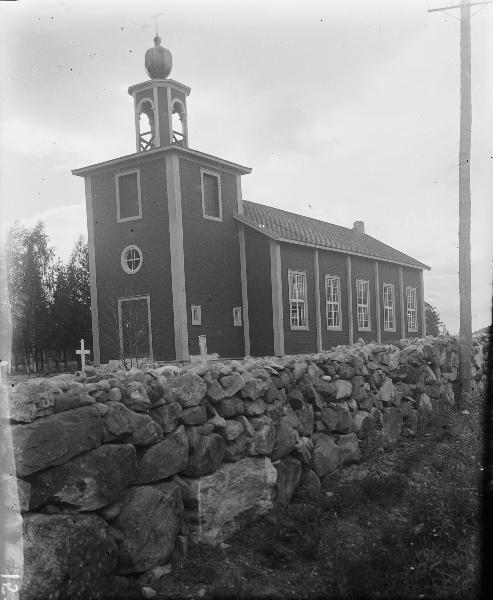
Äldre bild på Svansteins kyrka.

Svansteins kyrka stod klar 1865. Den är uppförd av trä i klassicerande stil efter ritningar av arkitekt Ludvig Hawerman som långhuskyrka med kor och tillbyggd sakristia i öster, ursprungligen rödmålad. Byggmästare var Matti Havela från finska Pello, mormorsfar till landshövding Ragnar Lassinantti. En ombyggnad genomfördes 1927–1929 efter ritningar av Olof Lundgren då kyrktorn med lanternin uppfördes. Kyrkorummet försågs med läktare, dekorativa målningar tillkom i taket och ovanför fönstren. En renovering utfördes 1974 efter ritningar av Bertil Franklin. Ytterväggarna målades då i en ny rosa färg. Läktaren kortades av och korgolvet sänktes till samma nivå som övriga kyrkorummet. Till viss del byttes inredningen ut.

## Inventarier
- Altartavlan föreställer Jesus på korset och var en gåva till församlingen i samband med restaureringen 1927–1929. Tavlan finns numera i sakristian men hänger vid altaret under fastetiden.
- Altaret pryds av ett enkelt träkors som tillkom vid renoveringen 1974 och ersatte tidigare altartavla.
- Orgeln med en manual är tillverkad av Grönlunds Orgelbyggeri och kom till kyrkan 1964.